# Uracanthus simulans
Uracanthus simulans là một loài bọ cánh cứng trong họ Cerambycidae.